# Cucullia anceps
Cucullia anceps là một loài bướm đêm trong họ Noctuidae.